# 2012 100 legnagyobb slágere

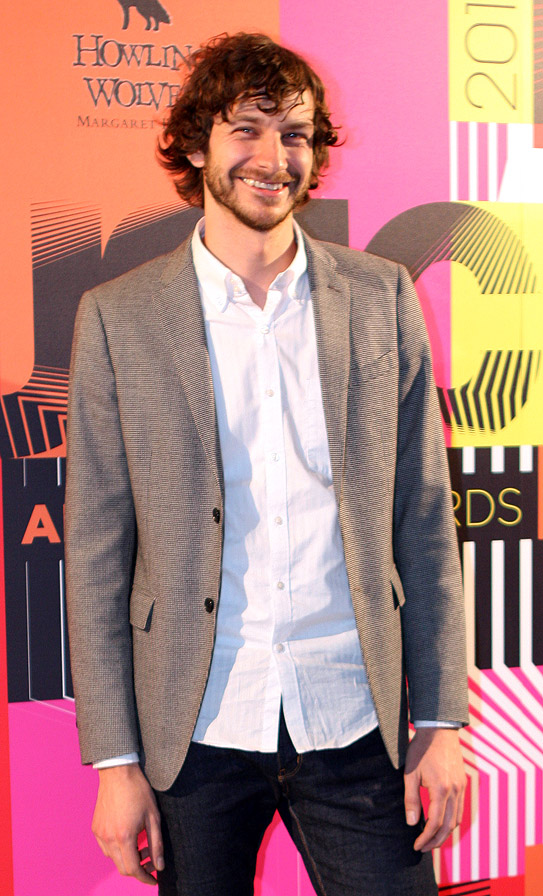
Gotye "Somebody That I Used to Know" dala végzett az első helyen, miután a Hot 100-on összesen nyolc hetet töltött listavezető pozícióban az év során.

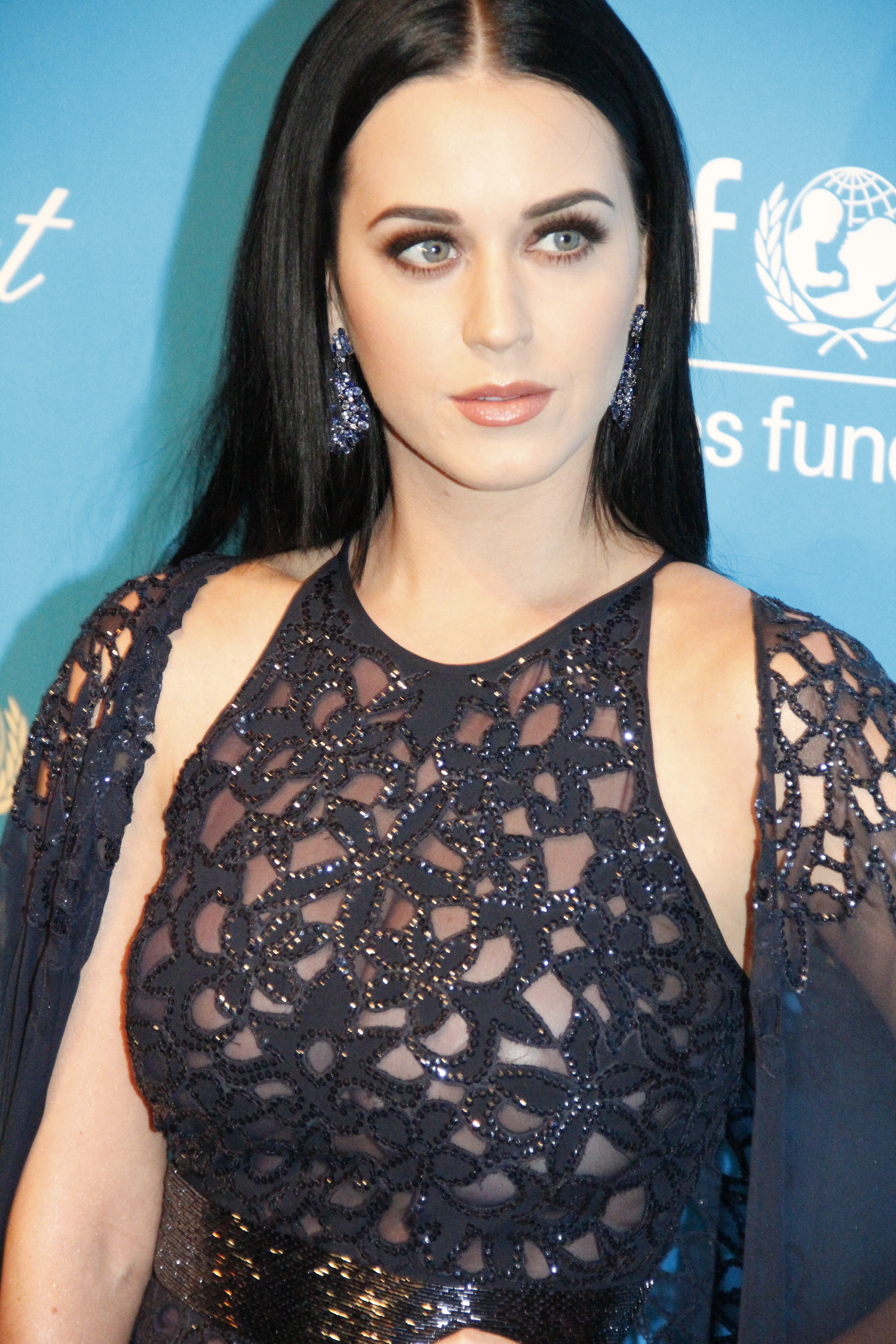
Három Katy Perry kislemez szerepel a listán a Teenage Dream:The Complete Confection című albumról. Ezek a "Wide Awake" (15.), a "Part of Me" (31.), és a "The One That Got Away" (41.)

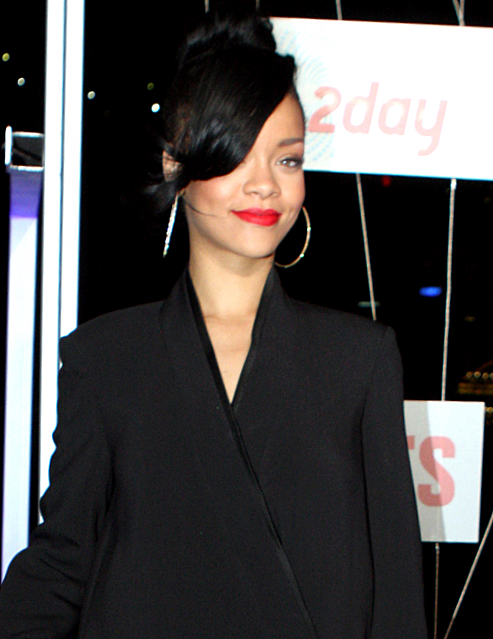
Rihanna "We Found Love" című dala 2011-ben a hatvankilencedik helyen szerepelt, míg 2012-ben a nyolcadik helyre ugrott. Összesen hat kislemezzel szerepel Rihanna a listán, melyek közül ötöt önálló előadóként adott ki.

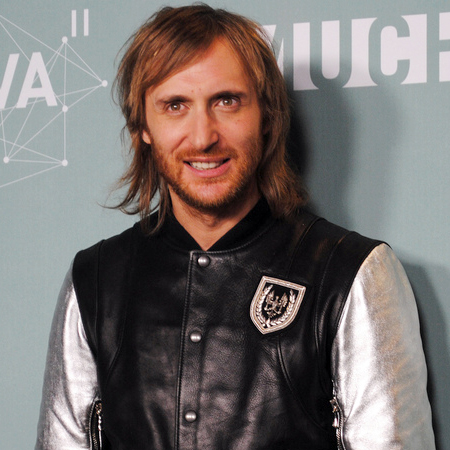
David Guetta három dala került fel a listára, köztük a "Titanium" a huszonnegyedik helyen.

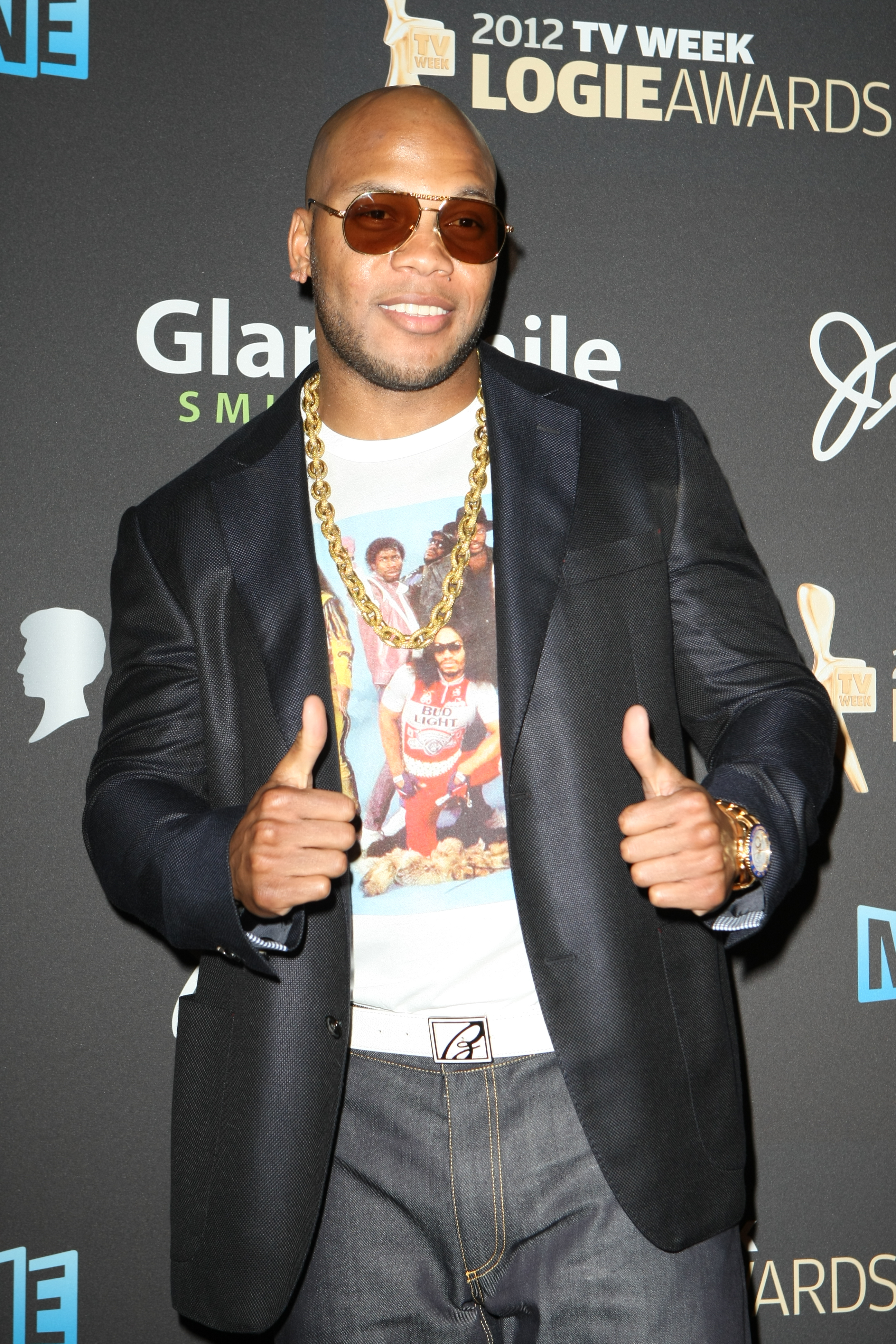
A rapper Flo Rida kislemezei a Wild Ones albumról is bejutottak a Top 20-ba.

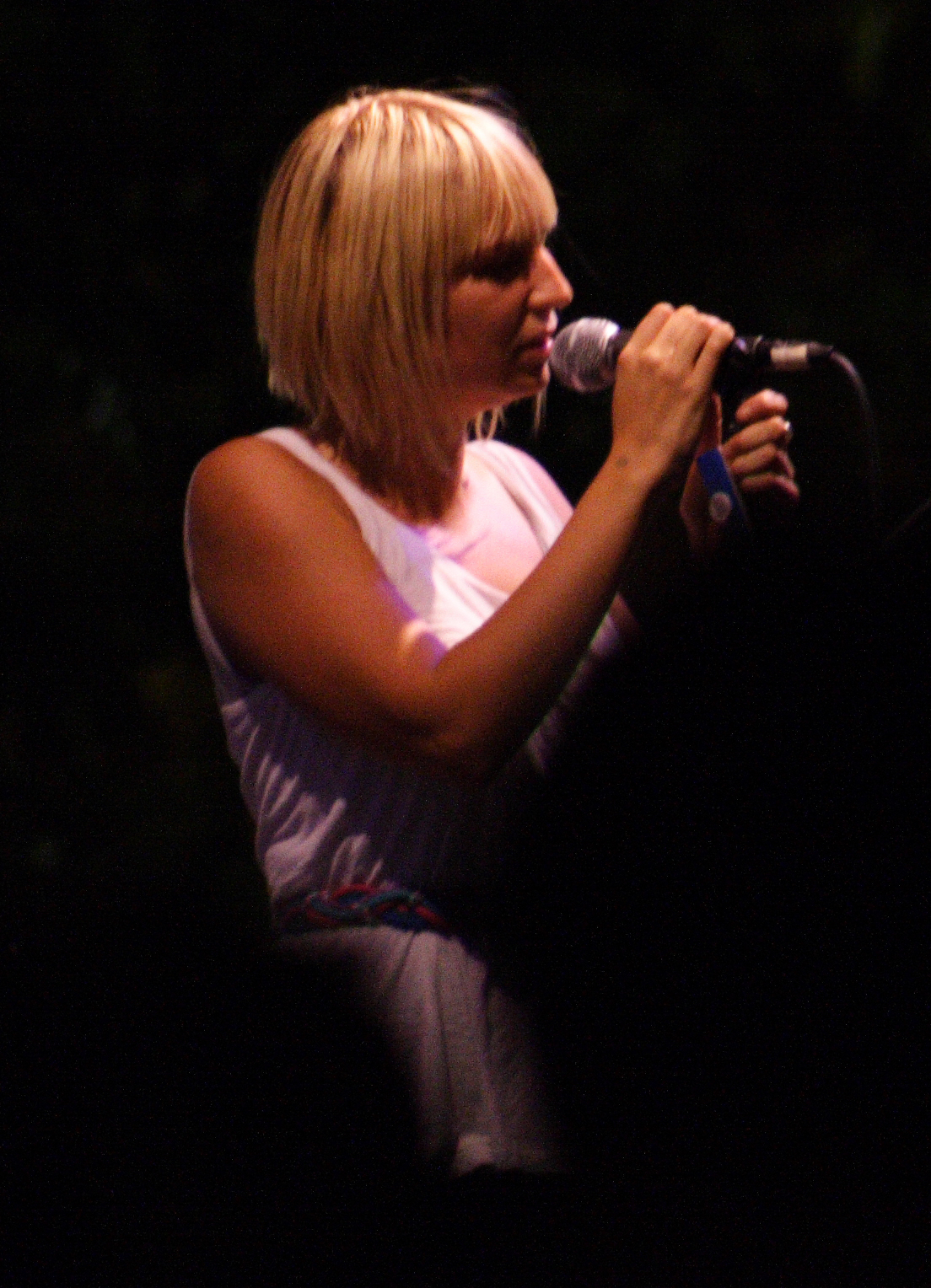
Sia neve négy dalban is szerepel a 2012-es listán. Ezek a "Wild Ones" (Flo Rida-val), és a "Titanium" (David Guettával), melyekben Sia vokálozik. Valamint olyan dalokat írt, mint a "Diamonds" (Rihanna) és a "Let Me Love You (Until You Learn to Love Yourself)" (Ne-Yo).

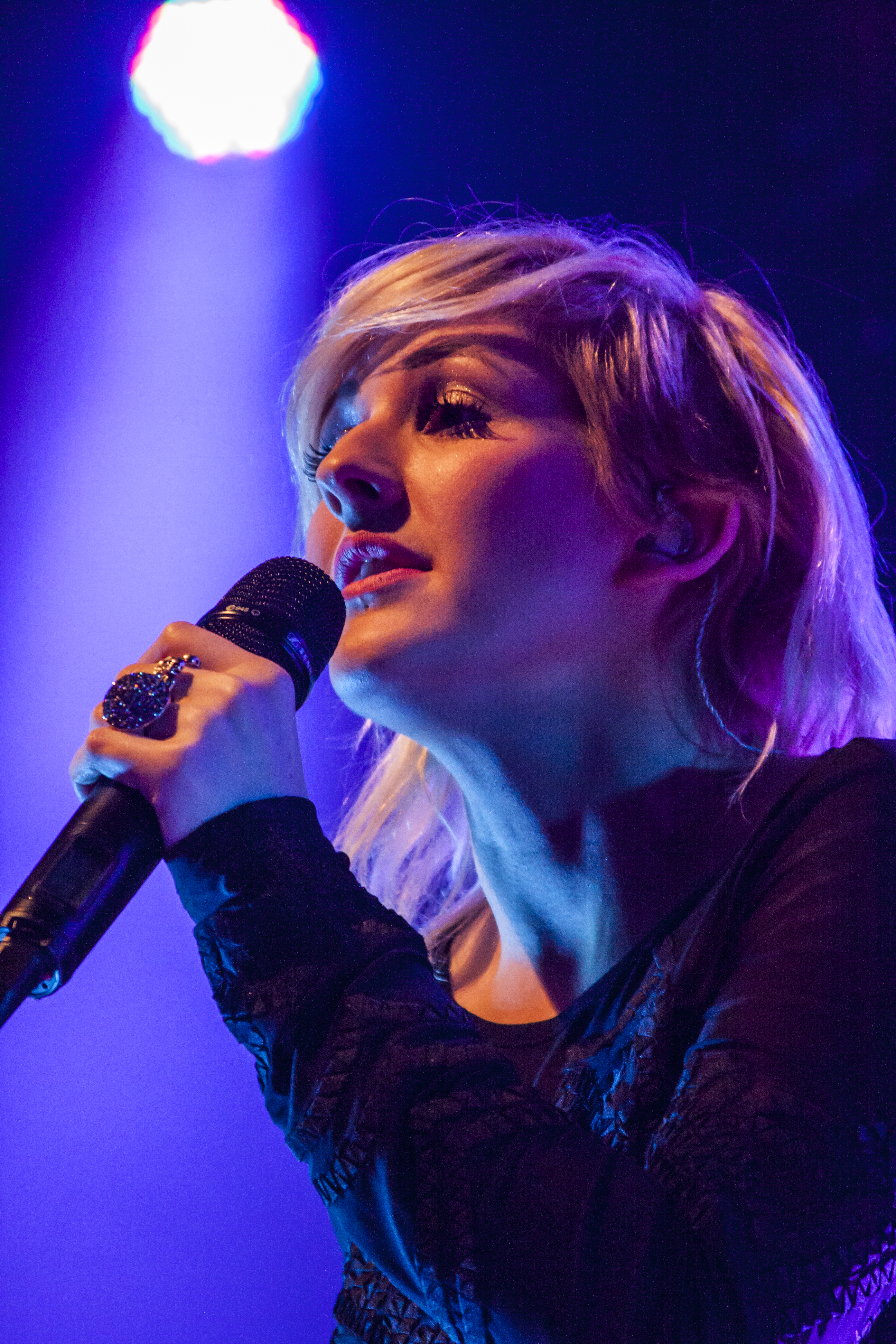
Ellie Goulding "Lights" (5.) kislemeze a 2012-es év legnépszerűbb dala brit előadótól.

Ez a lista a Billboard magazin első Hot 100 zenéjét tartalmazza 2012-ből.

| Helyezés | Cím                                                  | Előadó(k)                                       |
| -------- | ---------------------------------------------------- | ----------------------------------------------- |
| 1        | "Somebody That I Used to Know"                       | Gotye featuring Kimbra                          |
| 2        | "Call Me Maybe"                                      | Carly Rae Jepsen                                |
| 3        | "We Are Young"                                       | Fun featuring Janelle Monáe                     |
| 4        | "Payphone"                                           | Maroon 5 featuring Wiz Khalifa                  |
| 5        | "Lights"                                             | Ellie Goulding                                  |
| 6        | "Glad You Came"                                      | The Wanted                                      |
| 7        | "Stronger (What Doesn't Kill You)"                   | Kelly Clarkson                                  |
| 8        | "We Found Love"                                      | Rihanna featuring Calvin Harris                 |
| 9        | "Starships"                                          | Nicki Minaj                                     |
| 10       | "What Makes You Beautiful"                           | One Direction                                   |
| 11       | "Wild Ones"                                          | Flo Rida featuring Sia                          |
| 12       | "Set Fire to the Rain"                               | Adele                                           |
| 13       | "Sexy and I Know It"                                 | LMFAO                                           |
| 14       | "Some Nights"                                        | Fun                                             |
| 15       | "Wide Awake"                                         | Katy Perry                                      |
| 16       | "Good Feeling"                                       | Flo Rida                                        |
| 17       | "Whistle"                                            | Flo Rida                                        |
| 18       | "One More Night"                                     | Maroon 5                                        |
| 19       | "Drive By"                                           | Train                                           |
| 20       | "The Motto"                                          | Drake featuring Lil Wayne                       |
| 21       | "Where Have You Been"                                | Rihanna                                         |
| 22       | "Everybody Talks"                                    | Neon Trees                                      |
| 23       | "Take Care"                                          | Drake featuring Rihanna                         |
| 24       | "Titanium"                                           | David Guetta featuring Sia                      |
| 25       | "I Won't Give Up"                                    | Jason Mraz                                      |
| 26       | "It Will Rain"                                       | Bruno Mars                                      |
| 27       | "Mercy"                                              | Kanye West, Big Sean, Pusha T and 2 Chainz      |
| 28       | "Boyfriend"                                          | Justin Bieber                                   |
| 29       | "Party Rock Anthem"                                  | LMFAO featuring Lauren Bennett and GoonRock     |
| 30       | "Too Close"                                          | Alex Clare                                      |
| 31       | "Part of Me"                                         | Katy Perry                                      |
| 32       | "Young, Wild & Free"                                 | Snoop Dogg and Wiz Khalifa featuring Bruno Mars |
| 33       | "We Are Never Ever Getting Back Together"            | Taylor Swift                                    |
| 34       | "As Long as You Love Me"                             | Justin Bieber featuring Big Sean                |
| 35       | "Turn Me On"                                         | David Guetta featuring Nicki Minaj              |
| 36       | "Moves like Jagger"                                  | Maroon 5 featuring Christina Aguilera           |
| 37       | "Blow Me (One Last Kiss)"                            | Pink                                            |
| 38       | "Good Time"                                          | Owl City and Carly Rae Jepsen                   |
| 39       | "Give Your Heart a Break"                            | Demi Lovato                                     |
| 40       | "Niggas in Paris"                                    | Jay-Z and Kanye West                            |
| 41       | "The One That Got Away"                              | Katy Perry                                      |
| 42       | "Feel So Close"                                      | Calvin Harris                                   |
| 43       | "Someone like You"                                   | Adele                                           |
| 44       | "Scream"                                             | Usher                                           |
| 45       | "Rack City"                                          | Tyga                                            |
| 46       | "Domino"                                             | Jessie J                                        |
| 47       | "Gangnam Style"                                      | Psy                                             |
| 48       | "International Love"                                 | Pitbull featuring Chris Brown                   |
| 49       | "Home"                                               | Phillip Phillips                                |
| 50       | "Without You"                                        | David Guetta featuring Usher                    |
| 51       | "Ass Back Home"                                      | Gym Class Heroes featuring Neon Hitch           |
| 52       | "Wanted"                                             | Hunter Hayes                                    |
| 53       | "Drunk on You"                                       | Luke Bryan                                      |
| 54       | "No Lie"                                             | 2 Chainz featuring Drake                        |
| 55       | "Want U Back"                                        | Cher Lloyd                                      |
| 56       | "Don't Wake Me Up"                                   | Chris Brown                                     |
| 57       | "Dance (A$$)"                                        | Big Sean featuring Nicki Minaj                  |
| 58       | "Springsteen"                                        | Eric Church                                     |
| 59       | "Brokenhearted"                                      | Karmin                                          |
| 60       | "Not Over You"                                       | Gavin DeGraw                                    |
| 61       | "Stereo Hearts"                                      | Gym Class Heroes featuring Adam Levine          |
| 62       | "Back in Time"                                       | Pitbull                                         |
| 63       | "Work Out"                                           | J. Cole                                         |
| 64       | "Rumour Has It"                                      | Adele                                           |
| 65       | "Let's Go"                                           | Calvin Harris featuring Ne-Yo                   |
| 66       | "Good Girl"                                          | Carrie Underwood                                |
| 67       | "Pontoon"                                            | Little Big Town                                 |
| 68       | "Ho Hey"                                             | The Lumineers                                   |
| 69       | "Paradise"                                           | Coldplay                                        |
| 70       | "Blown Away"                                         | Carrie Underwood                                |
| 71       | "Rolling in the Deep"                                | Adele                                           |
| 72       | "Climax"                                             | Usher                                           |
| 73       | "Work Hard, Play Hard"                               | Wiz Khalifa                                     |
| 74       | "Let Me Love You (Until You Learn to Love Yourself)" | Ne-Yo                                           |
| 75       | "Pound the Alarm"                                    | Nicki Minaj                                     |
| 76       | "Come Over"                                          | Kenny Chesney                                   |
| 77       | "Heart Attack"                                       | Trey Songz                                      |
| 78       | "Drank in My Cup"                                    | Kirko Bangz                                     |
| 79       | "Birthday Cake"                                      | Rihanna featuring Chris Brown                   |
| 80       | "So Good"                                            | B.o.B                                           |
| 81       | "50 Ways to Say Goodbye"                             | Train                                           |
| 82       | "Red Solo Cup"                                       | Toby Keith                                      |
| 83       | "Love You like a Love Song"                          | Selena Gomez & the Scene                        |
| 84       | "Turn Up the Music"                                  | Chris Brown                                     |
| 85       | "Die Young"                                          | Kesha                                           |
| 86       | "5 O'Clock"                                          | T-Pain featuring Wiz Khalifa and Lily Allen     |
| 87       | "A Thousand Years"                                   | Christina Perri                                 |
| 88       | "Take a Little Ride"                                 | Jason Aldean                                    |
| 89       | "You da One"                                         | Rihanna                                         |
| 90       | "We Run the Night"                                   | Havana Brown featuring Pitbull                  |
| 91       | "It's Time"                                          | Imagine Dragons                                 |
| 92       | "Cashin' Out"                                        | Cash Out                                        |
| 93       | "I Don't Want This Night to End"                     | Luke Bryan                                      |
| 94       | "Diamonds"                                           | Rihanna                                         |
| 95       | "Hard to Love"                                       | Lee Brice                                       |
| 96       | "Somethin' 'Bout a Truck"                            | Kip Moore                                       |
| 97       | "Adorn"                                              | Miguel                                          |
| 98       | "Fly Over States"                                    | Jason Aldean                                    |
| 99       | "Even If It Breaks Your Heart"                       | Eli Young Band                                  |
| 100      | "Burn It Down"                                       | Linkin Park                                     |